# Mike Brkovich
Mike Brkovich (Windsor, 6 aprile 1958) è un ex cestista canadese.

## Carriera
Dopo quattro anni alla Michigan State University, con cui vinse il titolo NCAA del 1979, venne selezionato dai Milwaukee Bucks all'ottavo giro del Draft NBA 1981 (181ª scelta assoluta), ma non giocò mai nella NBA.
Con il Canada disputò due edizioni dei Giochi panamericani (1975, 1979).

## Palmarès
- Campione NCAA (1979)